# Maxime Montel
Maxime Montel, né en 1953, est un écrivain français. Il a publié un seul ouvrage, Un mal imaginaire, consacré au sida : sa contamination, la disparition des proches, l'évolution du virus, dans une langue à mi-chemin entre le poétique et le narratif.
Maxime Montel est un pseudonyme.